# René Klopfenstein
René Klopfenstein, né le 15 août 1927 à Lausanne et mort le 19 décembre 1984, est un musicien et chef d'orchestre vaudois. Il fut directeur du Festival de musique de Montreux.

## Biographie
René Klopfenstein commence le piano à l'Institut Ribaupierre à Aigle avec Juliane Thomsen. À douze ans, il signe ses premières compositions et retient l’attention de ses camarades de collège par son intérêt pour la botanique, la philosophie, les langues anciennes, et par son goût de l’improvisation au piano. Il part à Bâle pour faire des études de philosophie qui le conduisent à une licence en 1950. En 1951, il s’inscrit au Mozarteum de Salzburg pour y étudier la direction d’orchestre auprès d’Igor Markevitch dont il devient l’assistant, puis le secrétaire de 1952 à 1954.
En 1955, à la demande de Jean-Yves Daniel-Lesur, René Klopfenstein assume le poste de secrétaire général de la Schola Cantorum de Paris. Il travaille aussi pour la radio française, pour celle de Buenos Aires et la RAI (Radiotelevisione italiana). Il écrit pour la Gazette de Lausanne, comme critique musical et correspondant à Paris. En 1957, il entre chez Philips à Paris comme producteur, puis comme directeur artistique. Il supervise ainsi l'édition de plus de trois cents disques. En 1967, il désire revenir à la direction d’orchestre et prend le pupitre des concerts Lamoureux à la Salle Pleyel. En juin 1968, René Klopfenstein déménage en Suisse à Clarens et reprend la conduite artistique de ce qui se nomme alors le Festival de musique de Montreux-Vevey. Il y apporte un souffle novateur. C’est grâce à lui que des œuvres de Boulez, de Ferrari et les Percussions de Strasbourg apparaissent dans quelques programmes "risqués". Un intérêt pour les compositeurs suisses se fait jour : Holliger, Zbinden, Zumbach figurent également dans les programmes. Ainsi, de 1968 à 1984, environ 500 concerts sont donnés dans le cadre de ces rencontres de la Riviera, représentant près de mille œuvres. René Klopfenstein a été invité par de nombreux orchestres à l’étranger. Parmi les plus connus qu’il a dirigés, citons les orchestres de Prague, Vienne, Tokyo, Mexico, le Radiosinfonieorchester à Berlin, le Philharmonia de Stockholm et le Sydney Symphony Orchestra. René Klopfenstein reçoit la médaille Smetana du Gouvernement tchécoslovaque en 1977 et le prix Honegger de l'Académie Charles Cros. Il était également officier du Mérite culturel français.
René Klopfenstein décède le 19 décembre 1984 dans l'avion qui l'emmène des États-Unis vers la Suisse. Un fonds René Klopfenstein a été créé à la Bibliothèque cantonale et universitaire de Lausanne.

## Sources
- « René Klopfenstein », sur la base de données des personnalités vaudoises sur la plateforme « Patrinum » de la Bibliothèque cantonale et universitaire de Lausanne.
- Archives musicales BCU : fonds d'archives exhaustif sur son œuvre
- Est Vaudois, 1984/12/13, p. 3
- Tribune de Genève, 1984/12/14
- Gazette de Lausanne, 1984/12/13
- Le Matin, 1984/12/13
- 24 Heures, 2005/09/02, p. 25
- Revue musicale Suisse, 2004/12, p. 11